# Soweto Open 2011
Die Soweto Open 2011 waren ein Tennisturnier des ITF Women’s Circuit 2011 für Damen und ein Tennisturnier der ATP Challenger Tour 2011 für Herren in Johannesburg. Beide Turniere fanden zeitgleich vom 11. bis 17. April 2011 statt.